# Normani
Normani, germanski narod (zvani i Vikinzi). U VIII. i IX. stoljeću formirali su države: Švedsku, Norvešku i Dansku. Krajem VIII. stoljeća napadaju Irsku i Englesku, nakon smrti Karla I. Velikoga ozbiljnije napadaju (819.) i ugrožavaju Franačku, između 845. i 886. napadaju i Pariz. Godine 911. dobili od Karla III. Glupoga u feud područje oko ušća Seine s Rouenom (Normandija). Pod normandijskim vojvodom Vilimom Osvajačem pobijedili engleskoga kralja Harolda II. kraj Hastingsa (1066.) i osvojili Englesku.  U IX. stoljeću doprli su na zapadu do Islanda (874.) i Grenlanda (oko 882.), a na istoku, pod imenom Varjazi, do gornjega toka Dnjepra (Smolensk; oko 870. Rjurik osvojio Novgorod; 882. Rjurikov nasljednik Oleg osnovao Kijevsku kneževinu), rijekama se spustili do Crnoga mora i 860. – 861. napali Carigrad. Oko 1000. doprli su do obala Sjeverne Amerike. U XI. i XII. stoljeću normanski vojvode postali su gospodari južne Italije i Sicilije, gdje su osnovali svoje kraljevstvo. Odande su često dolazili na istočnu obalu Jadrana. U XI. stoljeću osvojili su nekoliko dalmatinskih gradova, prodrli na Balkan i zauzeli velik dio Makedonije (1081.). Dubrovnik je 1185. – 1192. priznavao njihovo vrhovništvo.

## Podrijetlo
Normani (srednjovj. lat. Northmanni, riječ germanskog podrijetla sa značenjem: ljudi sa sjevera; ime koje se u ranome srednjem vijeku koristilo za pripadnike svih germanskih skandinavskih naroda), germanski narod naseljen u ranome srednjem vijeku u Skandinaviji i na Jyllandu, gdje je od VIII. do IX. st. postupno oblikovao svoje države: Švedsku, Norvešku i Dansku.
Historiografija u vrijeme dok pljačkaju i pustoše naziva Vikinzima (u zapadnoj Europi) i Varjazima (u istočnoj Europi), a kada se naseljavaju Normanima. Vojni i pljačkaški pohodi Normana praćeni su njihovom kolonizacijom na Britanskom otočju (područje tzv. Danskog zakona, otočja Shetland, Orkney, Hebridi, otok Man, Caithness i Sutherland u Škotskoj, Dublin), Islandu i Grenlandu.

## Normandija
Velike migracije Normana počele su oko 800. Franačko Carstvo napali su prvi put za Karla I. Velikoga, a sve žešće za njegovih nasljednika tijekom IX. i X. stoljeća, iskoristivši slabljenje franačke države. Prodirali su rijekom Seinom duboko u kopno i pljačkali gradove. Između 845. i 886. napadaju i Pariz. Istodobno su se počeli i naseljavati, a konačno su stabilizirali svoje stečevine kada su za vladavine vojvode Rolona (860. – 932.). Kao vođa normananskih gusara potkraj X. stoljeća, Rolon (pravim imenom Hrolf) zauzeo je područje oko ušća Seine, odakle je vojno ugrožavao susjedne francuske krajeve. Godine 910., prilikom napada na Chartres i Pariz, teško ga je porazio budući francuski kralj Robert I.
Napadi Normana na Zapadno Franačko Kraljevstvo jenjavaju nakon što je kralj Karlo III. Glupi udijelio 911. normanskom vođi Rolonu područje uz donji tok Seine. Normani su se tako učvrstili u sjevernoj Francuskoj kao posebno vojvodstvo sa središtem u Rouenu, koje se prema njihovu imenu počelo zvati Normandija. Rolon, kao kraljev vazal kršten je imenom Robert 912. Podupirao je kralja Karla III. u ratu s njegovim suparnicima. Utemeljitelj je dinastije vojvodâ od Normandije. Iako je tijekom X. stoljeća imigracija novih useljenika iz Skandinavije u Normandiju zamjetna, u kulturnom smislu normandijski Normani ubrzo prihvaćaju francuski jezik i franačke društvene institucije. Normandija je svoje granice zaokružila uglavnom u X. stoljeću za vrijeme Rolonovih nasljednika.
Vilim I. Dugi Mač (William Longsword, Guillaume Longue-épée) Rolonov sin i nasljednik od 927., neprestano je nastojao proširiti svoj teritorij, osvajanjem ili iziskivanjem nove zemlje od francuskog kralja na osnovi štovanja. Godine 939. pridružio se Hugi Velikom u pobuni protiv kralja Luja IV. Posredovanjem pape, rat je završio, a Luj je priznao Vilimovu investituru na Normandiju (940.). Vilim je, međutim, nastavio svoje teritorijalne ambicije, pogotovo prema sjeveru. Privučen na dogovor na otok u rijeci Sommi, u Pikardiji, u prosincu 942. Tu je ubijen po nalogu grofa od Flandrije, Arnulfa I. Naslijedio ga je sin Rikard I. Neustrašivi (Richard the Fearless, Richard sans Peur). Francuski kralj Luj IV. ga je uzeo za taoca, dok je bio dječak, s namjerom podvrgavanja Normandije pod svoju vlast. Godine 945. Normani su zarobili Luja i Rikard je pušten. Rikard je izdržao daljne karolinške pokušaje podčinjavanja njegovog vojvodstva, a 987. pomogao je u osigurati francusku krunu svome šogoru Hugi Capetu.
U XI. stoljeću vojvodstvo Normandija postalo je jednim od najmoćnijih u Francuskom Kraljevstvu pod dinastijom Kapetovića, a održalo je tijesne veze s Norvežanima i Anglosasima. Nakon smrti Rikarda I. Neustrašivog (996.), vojvoda je postao njegov sin Rikard II. Dobri (Richard The Good, Richard Le Bon). Ugušio je seljačku bunu i pomogao je francuskom kralju Robertu II. protiv vojvodstva Burgundije. Odbio je engleski napad na poluotok Cotentin koji je vodio anglosaski kralj Engleske Ethelred II. Nespremni. Proveo je reformu normanskih samostana. Naslijedio ga je sin, Rikard III., koji je vladao jednu godinu (1026. – 1027.). Uspio je ugušiti pobunu brata Roberta, potom je vjerojatno otrovan. Naslijedio ga je brat Robert.
Robert I. Veličanstveni (Robert the Magnificent, Robert le Magnifique) se borio za vojvodstvo sa svojim starijim bratom i legalnim nasljednikom Rikardom III. Nakon Rikardove smrti, Robert je postao jak vladar. Uspio je dobiti poslušnost svojih podanika, iako je proširio koncesije lena sa svojih vojvodskih posjeda i uzurpiranu crkvenu imovinu dao novim i nižim redovima nemirnih plemića. Nakon smrti kralja Roberta II. Pobožnog (1031.), nastala je kriza nasljeđivanja u Francuskoj. Robert je dao svoju podršku Henriku I. protiv njegovog mlađeg brata. Kao nagradu zahtijevao je i dobio je, navodno s Henrikovim dopuštenjem, Vexin Français, područje nedaleko sjeverno od Pariza. Kao zaštitnik pokreta reforme samostana, umro je vraćajući se s hodočašća iz Jeruzalema, 1035. kod Niceje.

## Engleska
Godine 851. normanski su se ratnici prvi put naselili u Engleskoj. Sven I. Tveskæg, danski kralj, pokorio je 1013. velik dio Engleske, a njegov sin Knut I. Veliki, kao kralj Danske, Norveške i Engleske (1016. – 1035.), bio je osnivač velike normanske države. U pokorenoj Engleskoj vladao je umjereno. Kada su za njegovih nasljednika izbile borbe za nasljedstvo, Anglosasi su uspjeli ustoličiti Edvarda III. Ispovjednika (1042. – 1066.). Vilim I. Osvajač, normandijski vojvoda od 1035. bio je izvanbračni sin normandijskoga vojvode Roberta I. koji ga je odredio za nasljednika, pa je stoga bio poznat i kao Vilim II. Kopile. U Normandiji se uspio nametnuti već 1047., kada je ondje ugušio bunu, a 1066. učvrstio je svoju vlast u Flandriji.  Normandija je postala je vodećom vojnom silom u Francuskom Kraljevstvu. Kao bratić umrloga kralja Edvarda III. Ispovjednika, Vilim iskrcavši se u južnoj Engleskoj, pobijedio je 1066. Anglosase pod kraljem Haroldom II. u bitki kraj Hastingsa i zavladao Engleskom (tzv. Normansko osvajanje Engleske).
Okrunivši se za kralja, Vilim je dobio nadimak – Osvajač (William the Conqueror, Guillaume le Conquérant). Do 1072. Normani su pokorili cijelu zemlju. Vilimova vladavina, za vrijeme koje je otpočelo prenošenje romanizirane normanske kulture u Englesku, imala je golem utjecaj na razvoj zemlje u srednjem vijeku. Romanizirani Normani počeli su se stapati s pokorenim Anglosasima u engleski narod. Za njegove je vladavine kao službeni jezik bio uveden francuski, koji je sačuvao taj status do druge polovice XIV. stoljeća. Bezobzirnim mjerama slomio je otpor vazala (seljake je većinom pretvorio u kmetove) i uveo europski kontinentalni feudalni sustav u Englesku. Godine 1085. uveo je promjene i u zakonodavstvu te imovinski katastar (Domesday Book), tradicionalne shires (autonomne administrativne regije) izravnije je podvrgnuo središnjim vlastima, crkvenu hijerarhiju povezao s državom te donio i program gradnje i utvrđivanja u Engleskoj.
Nakon smrti Vilima I. Osvajača (1087.) anglonormanski posjedi podijeljeni su između njegova dva starija sina. Vilim II. Crveni (William Rufus ili William the Red), mlađi sin Vilimov, bio je engleski kralj od 1087. Godine 1088. ugušio je pobunu normanskih grofova koji su željeli na prijestolje dovesti njegova starijeg brata Roberta II. Godine 1091. natjerao je škotskoga kralja Malcolma III. da prizna njegovo vrhovništvo, a 1097. podvrgnuo i velške vladare. Od 1089. do 1096. ratovao protiv brata Roberta i nametnuo mu svoju prevlast. Od 1096. iskoristio je Robertov odlazak u križarski rat, zaposjeo Normandiju i vladao njome kao vojvoda Vilim III. Stradao u lovu kraj Brockenhursta 1100.
Robert II. Kratke hlače (Robert II de Normandie, Robert Courteheuse), stariji sin Vilimov, bio je normandijski vojvoda od 1087. Vodio je dugogodišnje ratove s bratom Vilimom II. Crvenim. Godine 1096. sudjelovao je u I. križarskom ratu i istaknuo se kao jedan od najsposobnijih vojnih zapovjednika. Po povratku u domovinu, suočen je s vladarskim ambicijama najmlađeg brata Henrika I. Beauclerca, nasljednika Vilima II. Zarobljen u bitki kraj Tinchebraya (1106.) u pokušaju da Henriku I. preotme prijestolje u Engleskoj. Svrgnut je i zatočen u Cardiffu do smrti 1134.
Henrik I. Dobri Učenjak (Henrik I. Beauclerc), najmlađi sin Vilimov, postao je engleski kralj 1100. Sukobljavao se s bratom Robertom, normanskim vojvodom, kojemu je 1106. preoteo vlast u Normandiji. Time su ponovno ujedinjeni angloromanski posjedi. Oženio se škotskom princezom Matildom, koja je potjecala iz roda anglosaskih kraljeva, čime je učvrstio svoj položaj u Engleskoj. Poticao je učinkovitost državne uprave i ograničio zloporabe koje su počinjene u ime kraljevske vlasti. Popularnost među Anglosasima stekao je i time što im je izdao povelju o slobodama (Charta libertatum), podlogu kasnije povelje Magna Charta. Nakon njegove smrti (1135.) za prijestolje su se borili njegova kći Matilda, udana za grofa Gotfrida od Anjoua, i kralj Stjepan od Bloisa.
Matilda (Maud) je bila kći engleskoga kralja Henrika I. Godine 1114. udala se za njemačko-rimskog cara Henrika V. Kako nisu imali djece, nakon muževe smrti (1125.) vratila se u Englesku. Na zahtjev svojega oca, koji nije imao muškoga nasljednika, udala se za Gotfrida (Geoffrey) V. od Anjoua (pod nadimkom Plantagenêt). Nakon očeve smrti (1135.) pravo na englesku krunu osporio joj je Stjepan od Bloisa pa se ona povukla na jug zemlje. Premda je vojnim pohodom 1141. gotovo uspjela preuzeti kraljevsko prijestolje, lošim postupcima izazvala je neprijateljstvo građana Londona pa je bila prisiljena napustiti zemlju. Godine 1148. povukla se u Normandiju, gdje je provela ostatak života do smrti, 1167. godine. Prijepor je konačno bio riješen 1154. dolaskom na vlast Matildina sina iz braka s Godfridom, Henrika II., koji je zavladao golemim posjedom od Akvitanije do Škotske. No sve veće suprotnosti između engleskog i francuskog dvora dovele su uskoro do raspada te države i ponovnoga sjedinjenja Normandije s Francuskim Kraljevstvom (1204.).

## Sicilija
Na Sredozemnome moru pojavili su se Normani kao gusari već u IX. st. Prvi teritorijalni posjed koji su stekli u Italiji bilo je vojvodstvo Aversa, na području Napulja, koje je 1030. napuljski knez Sergije IV. predao normanskomu vojskovođi Rainulfu Drengotu. Normani nisu uspjeli na Jadranskome moru u većoj mjeri učvrstiti svoju vlast, ali su se u XI. st. ipak upletali u zbivanja na području južnoslavenskih zemalja. Tako je 1075. normanski knez Amiko osvojio nekoliko dalmatinskih gradova i zarobio hrvatskog vladara.
Robert Guiscard [ʀɔbɛ:'ʀ giska:'ʀ], normanski vojvoda, prebacivši se iz Normandije u Italiju, učvrstio je oko 1046. u Kalabriji svoju vlast, koju je oko 1059. proširio i na Apuliju. Time je uspostavio temelje normanskoj vlasti u južnoj Italiji. Zauzećem Barija 1071. dokrajčio je bizantsko gospodstvo u Italiji. Iste godine od Arapa je oteo i Palermo. Pošto je dokinuo posljednje ostatke langobardske vlasti (kneževina Salerno), udružio se s papom Grgurom VII. protiv Bizanta. Tomu su savezu pristupili i Hrvati na čelu s kraljem Zvonimirom, koji su u znatnoj mjeri pridonijeli Robertovoj pobjedi nad bizantskom mornaricom kraj Drača (Krfa) 1081. Tada je Robert Guiscard primio od Grgura VII. cijelo područje svoje vladavine u feud. Godine 1084. osvojio je Rim i oslobodio Grgura VII., kojega je car Henrik IV. opsjeo u Anđeoskoj tvrđavi. Umro tijekom obnovljenih borbi protiv Bizanta 17. srpnja 1085. Položio je temelje potonjemu Sicilskomu Kraljevstvu.
Roger I. [ʀɔže'], normanski vojvoda i najmlađi sin Tankreda od Hautevillea (čitaj: Otvila). Stigao je u Apuliju 1056. i zatim stupio u službu svojega brata Roberta Guiscarda. Istaknuo se prilikom osvajanja Kalabrije (1056. – 1061.), a osobito Sicilije od Saracena (1061. – 1092.). Prema sporazumu s bratom Robertom Guiscardom (1062.) vladao je polovicom Kalabrije, a od 1072. bio je grof Sicilije. Nakon bratove smrti preuzeo je vodstvo Normana u južnoj Italiji. Na području svoje vladavine utjecao je na crkvene prilike, poticao osnivanje i obnovu samostana te osnivao biskupije. Godine 1098. papa Urban II. dao mu je široke crkvenopravne ovlasti na Siciliji. Saracenima je 1091. oteo i Maltu. Naslijedio ga je stariji sin, maloljetni Šimun, za čije je kratkotrajne vladavine (1101. – 1105.), regent bila njegova majka Adelaide del Vasto.
Roger II. [ʀɔže'], normanski vojvoda i mlađi sin Rogera I. Naslijedio je 1105. brata Šimuna Hautevilleskoga kao grof Sicilije, a do 1112. vladao je pod regentstvom majke Adelaide. Nastavio je očevu politiku etničke i vjerske snošljivosti, učvršćenja unutarnjih prilika, gospodarskog uzdizanja te potpomaganja razvoja znanosti i umjetnosti na Siciliji. Glasoviti arapski geograf El Idrizi posvetio mu je svoje glavno djelo. Nakon smrti apulijskoga vojvode Vilima II., unuka Roberta Guiscarda (1127.), zavladao je Apulijom unatoč otporu pape, Bizanta i Svetoga Rimskog Carstva. Na koncu mu je papa Honorije II. dao Apuliju u feud (1128.). Poduprijevši protupapu Anakleta II., dobio je od njega naslov kralja Sicilije (1130.). Ratovao je protiv pape Inocenta II. i cara Lotara III. Saksonca. Nakon poraza papa mu je priznao kraljevski naslov (1139.). Dvaput je napao Bizant (1147., 1149.), a zaposjeo je i obalu Tunisa i Tripolitanije (1147. – 1154.). Od svojega je kraljevstva stvorio vodeću pomorsku silu na Sredozemlju.
Smrću svoja tri starija brata, Vilim I. Loši je postao nasljednik 1148. godine. Postao je suvladar ocu Rogeru II. 1151. godine. Nakon očeve smrti, okrunjen je za kralja na Uskrs, 4. travnja 1154. godine. Poslušao je savjet svoga ministra Majona od Barija i energično nastavio očevu politiku jačanja kraljevske vlasti nad gradovima i grofovima, koji su se okupili oko njegova rođaka Roberta od Bassonvillea, grofa Loritella. Grofovi su očekivali pomoć od rimsko-njemačkog cara Fridrika I. Barbarosse. Kada je propala Fridrikova planirana ekspedicija u Italiju, pobunjenici su zatražili pomoć od bizantskog cara Manuela I. Komnena. Godine 1155. Bizantinci su upali u južnu Italiju i zauzeli Apuliju, ali Vilim je izvojevao veliku pobjedu kod Brindisija i vratio svoje posjede.
Riješio je nesporazume s papom Hadrijanom IV. Konkordatom iz Beneventa (1156.). Papa je priznao Vilimovu vlast nad svim područjima kojima su Normani vladali. Gubitak posjeda u Africi (1158. – 1160.) oslabili su Vilimov položaj i prestiž, a ubojstvo Majona u studenom 1160. godine izložili su ga novoj opasnosti od pobunjenih grofova, na čelu s normanskim plemićem, Mateom Bonellom. Gotovo je uspio pokušaj njegovog svrgavanja i izbile su pobune na Siciliji i u južnoj Italiji. Opljačkana su blaga kraljevske palače u Palermu, uključujući srebrenu planisferu velikog arapskog geografa El Idrizija, koji je morao napusiti Siciliju jer su muslimani postali mete napada rulje. Vilim je ubrzo potisnuo nerede. Nametnuo je stroge kazne pobunjenicima, koji ovaj put nisu mogli računati na pomoć iz inozemstva. Nadimak Loši su mu dodijelili njegovi bespomoćni neprijatelji.
Vilim II. Dobri je došao na prijestolje 1166., a samostalno počeo vladati 1171.Nakon što je završilo regentstvo njegove majke Margarete od Navarre, Vilim je u početku nastavio očevu politiku prijateljstva s papom Aleksandrom III. i bizantskim carem Manuelom I. Komnenom. Međutim, 1172. godine Vilim se okrenuo protiv Bizanta, nakon što se car suprotstavio predloženom braku Vilima i Manuelove kćeri Marije. Sudjelovao je u sukobu Lombardijskoga saveza i pape protiv rimsko-njemačkog cara Fridrika I. Barbarosse. Godine 1175. zauzeo je Tunis, dok je u Bizantu njegovu vojsku potukao car Izak II. Angel. Stari neprijatelj Vilimova oca, car Fridrik pretrpio je težak poraz od Lombardijskog saveza i papinskih snaga 29. svibnja 1176. u Bitci kod Legnana i nije više predstavljao opasnost za Kraljevinu Siciliju. Stoga je Vilim s Fridrikom potpisao petnaestogodišnje primirje 1177. godine, čime je započelo za Siciliju dugotrajno razdoblje mira i napretka.
17. veljače 1177. Vilim je oženio Ivanu Englesku, kćer engleskog kralja Henrika II. Nakon smrti pape Aleksandra, Vilim se osjećao slobodnim iskoristiti nered u Bizantu i tražio je još bliže odnose s carem Fridrikom. Vilim je podržao udaju svoje ujne Konstance Hautevillske za Fridrikova sina Henrika (kasnijeg cara Henrika VI.) jer je Vilimov brak bio bez djece. Taj brak je omogućavao Henrikov zahtjev za sicilsko prijestolje, što se Normanima nije sviđalo. U lipnju 1185. godine, Vilim je započeo veliku kampanju protiv Bizanta. Vilimove snage prešle su u Makedoniju i zauzele Solun, ali kada mu je flota bila u blizini Carigrada, njegova vojska je poražena u zasjedi. Nedugo prije početka Trećega križarskoga rata poslao je brodovlje u sirijski Tripolis i prisilio Saladina na uzmak (1188.). Vilim je umro 1189. godine dok se planirao pridružiti Trećem križarskom ratu. U svojoj Božanstvenoj komediji Dante je Vilima kao pravednoga vladara smjestio u Raj. Izumrćem zakonite muške loze dinastije Sicilsko Kraljevstvo prešlo je udajom Konstance, Vililmove sestre, za cara Henrika VI. na njemačku dinastiju Hohenstaufen. Kako nije imao nasljednika, Vilimovo prijestolje je zauzeo Tankred iz Leccea, nezakoniti sin njegovog najstarijeg brata Rogera III.
Unatoč protivljenju grofova, podržan od naroda i pape, Tankred je okrunjen za kralja 1190. godine. Prva godina njegove vladavine obilježena je antimuslimanskim nemirima i burnim posjetom engleskog kralja Rikarda I. Lavljeg Srca i francuskog kralja Filipa II. Augusta, koji su se kao vođe velikih vojski Trežega križarskog rata uputili u Svetu Zemlju. Rikard je zahtijevao naslijedstvo, koje mu je obećao Vilim II. i obnovu miraza svoje sestre Ivane Engleske, Vilimove udovice. Tijekom šest mjeseci koje je proveo na Siciliji dok su trajali pregovori, Rikard je izazvao nerede u Messini, koje je zatim ugušio pljačkanjem, spaljivanjem i zauzimanjem grada. Tankred je kupio mir prihvaćanjem Rikardovih zahtjeva pa u ožujku 1191. Rikard odlazi.
Godine 1191., rimsko-njemački car Henrik VI., koji je zahtijevao sicilsko prijestolje preko svoje žene Konstance, kćeri Rogera II., umarširao je na jug Italije. Henrik je napao Tankreda u Apuliji i Kalabriji te neuspješno opsjedao Napulj. Kontanca je ostala u Salernu, kad se on povukao i pala je u Tankredove ruke. Tankred je popustio pritisku pape Celestina III., koji je zahtijevao prijelaz vrijedne taokinje u papinski pritvor, ali na putu tamo, Konstanca je uspjela pobjeći i vratiti se u Njemačku. Tri godine poslije, Henrik je ponovno pokušao zauzeti Siciliju. Njegov pohod je dijelom financiran novcem od otkupnine plaćene za Rikarda I. Lavljeg Srca, kojeg je Henrik zarobio u Njemačkoj. Prije nego što je Henrik stigao na Siciliju, Tankred je izenada umro, ostavivši iza sebe sina, Vilima III. Grofovi su prihvatili Henrika, koji je okrunjen za kralja Sicilije na Božić, 1194. godine. Tankredovoj obitelji je obećana sigurnost, ali pod izgovorom otkrića urote, uhvaćeni su i poslani u izgnanstvo u Njemačku. Vilim III. je umro, vjerojatno je ubijen. Tako je završila 125 godina duga vladavina Normana na Siciliji.

## Antiohija
Sin Roberta Guiscarda i njegove prve žene Alberade (rođen oko 1057.), Bohemund I. je kršten kao Marko, ali je dobio nadimak po legendarnom divu Bohemundu. Nadimak mu je pristajao jer je bio idealno visok i snažan vitez, u riječima suvremenika "čudesna pojava". Bohemund se uključio u ratove svoga oca i iskazao se kao borac i vođa. Bohemundovo djetinjstvo je slabo zabilježeno, pa čak i točan datum rođenja nije poznat. Godine 1079. postao je zapovjednikom postrojbe vojske svoga oca. U međuvremenu je njegova maćeha, Sigelgaita, rodila nasljednika, Rogera Borsu. Bohemund je bez sumnje rano u životu osjetio da neće imati baštinu zbog polubrata i da će morati tražiti zemljište i bogatstvo u oslabljenom Bizantskom Carstvu.
Godine 1081. Bohemund je kao zapovjednik očeve vojske zauzeo Avlonu, grad južno od Drača. Iste godine, Aleksije I. Komnen postao je bizantski car i prijetnja Normanima. Više od tri desetljeća trajalo je rivalstvo između Bohemunda i Aleksija. U početnoj borbi, od 1081. do 1085., Bohemond i njegov otac došli su jako blizu zauzimanju zapada grčkoga carstva. Normanska vojska izvojevala je nekoliko sjajnih pobjeda, ali je Aleksije istjerao Bohemunda iz Larise u Tesliji 1083., a smrt Roberta Guiscarda 1085. godine ostavila je Bohemunda bez baštine i s malo nade za uspjeh protiv Bizanta. Sljedeće četiri godine, Roger Borsa dopustio je Bohemundu da stekne uporište u Bariju, gdje je čekao još jednu priliku za napad na Aleksija.
Prilika je došla kada je papa Urban II. pokrenuo Prvi križarski rat u studenom 1095. godine, nudeći nagradu na ovom i onom svijetu za one koji su otjeraju Saracene sa Svetog groba. Kad je riječ došla do Bohemunda, krenuo je prema Istoku. On i mali odred Normana prijeđoše grčku zemlju zimi 1096. – 1097. s nekoliko incidenata. Pri prolazu kroz Carigrad, iz predstrožnosti, uspostavio je prijateljske odnose s carem Aleksijem. Potonji je uspio dobiti zakletve većine križarskih vođa, uključujući i Bohemunda, te im pomogao prijeći Bospor. Požurivao ih je obećanjima pomoći ako vrate suverenitet caru nad nekoć bizantskim teritorijem koji su držali muslimani. U narednim kampanjama protiv Turaka Seldžuka, Bohemund se istaknuo u Niceji, Dorileji i Antiohiji, koju je opsjedao od listopada 1097. do 3. lipnja 1098. godine. Grad Antiohija pao je u križarske ruke zahvaljujući njegovoj lukavosti i pregovorima s izdajnikom. Nakon kratkog i neuspješnog turskog protuudara, tijekom kojeg je Bohemund više-manje preuzeo zapovjedništvo, križari su pregrmili ljeto i jesen.
Kad je križarska vojska nastavila dalje na jug prema Jeruzalemu u siječnju 1099., Bohemund je ostao de facto vladar Antiohije, iako njegov zahtjev nije bio otvoreno podržan zbog straha od kršenja zakletve Aleksiju. Normanski vojvoda nije sudjelovao u zauzimanju Jeruzalema, već je, zbog nastupa, kasnije otputovao do Svetoga groba. Odlaskom mnogih križara u svoje domovine, Bohemund je ostao u Antiohiji. Čini se kako je Bohemund 1100. bio predodređen za uspostavljanje velike kneževine u Antiohiji; imao je dobar teritorij, dobar strateški položaj i snažnu vojsku. Ipak, morao se suočiti s dvije velike sile: Bizantskim Carstvom, koje je zahtijevalo sva njegova područja i jake muslimanske kneževine na sjeveroistoku Sirije. Između ove dvije sile, nije uspio. Pogriješio je krenuvši u rat protiv emira Sebasteje (današnji Sivas u Turskoj), sjeverno od Antiohije. Upao je u zasjedu i držan je u zarobljeništvu mjesecima. Oslobođen 1103., vratio se Antiohiji i njezinim problemima.
Za dvije godine Bohemundova zarobljeništva, regent Antiohije je bio Tankred Hautevilleski (čitaj: Otvilski, rođen oko 1075.), njegov nećak, koji je s Bohemundom krenuo u križarski rat. Tankred se istaknuo u Ciliciji, gdje je zauzeo Tarz od Turaka Seldžuka i došao u sukob s drugim istaknutim križarom, Baldvinom iz Boulogne (koji će poslije postati prvi jeruzalemski kralj). Odigrao je istaknutu ulogu u većini velikih bitaka križarskog rata, a nakon osvajanja Jeruzalema (1099.) dobio je titulu kneza Galileje. Nakon što se Bohemund vratio u Europu 1104., Tankred je trajno postao regent Antiohije, a također i Edese od 1104. do 1108. Postao je glavni latinski velikaš sjeverne Sirije. Stalno je ratovao s Turcima i Bizantincima sve do svoje smrti (1112.).
Godine 1105. Bohemund je došao u Bari po pojačanja za borbu s Bizantincima. U rujnu 1105. došao je u Rim i razgovarao s papom, a potom u ranu 1106. putovao kroz Francusku. Djeca su nazivana po njemu, mase su ga čule kako denuncira perfidnog Aleksija, a svetišta su primila relikvije iz njegovih ruku. U proljeće 1106. Bohemund se oženio Konstancom, kćerkom francuskog kralja Filipa I. Bohemund, koji je prije 30 godina bio bez zemlje, sada je bio na vrhuncu svoje karijere. Do rujna 1107. bio je spreman pokrenuti svoj križarski rat protiv Bizantinaca, a u roku od mjesec dana došao je s velikom vojskom u Avlonu. U idućim mjesecima, Drač se čvrsto držao protiv Normana, a Bohemund se susreo i s drugim nesrećama na tom području. Tražeći izlaz iz slijepe ulice, Aleksije, koji je želio okončati rat, ponudio je Bohemundu Antiohiju i neke druge grčke gradove u zamjenu za njegov vazalni položaj. Prihvaćajući ove uvjete, Bohemund je pretrpio poniženje iako je zadržao kontrolu nad Antiohijom.
Godine koje slijede nakon sklapanja ovoga nepovjerljivog mira slabo su zabilježene. Konstanca je Bohemundu rodila dva sina, od kojih je Bohemund II. poslije postao knez Antiohije. Bohemund je vjerojatno pokušao okupiti još jednu vojsku, ali ti napori su prekinuti njegovom smrću 1111. godine. Njegova borba s Bizantom je završena, a slijedio ga je njegov suparnik Aleksije, koji je umro 1118. godine. Dobivši nadimak po divu, Bohemund se borio protiv divovskih izgleda, a nasljednicima je ostavio jednu od najvažnijih križarskih država, Kneževinu Antiohiju. Povijest ga pamti kao zgodnog muškarca, genijalnog ratnika i nadarenog diplomata. Uz to, bio je i podmukao, obmanjiv i ambiciozan. Novi knez Antiohije je postao Roger.
Roger (umro 28. lipnja, 1119., Antiohija, današnja Turska), normanski knez Antiohije (1112. – 1119.), koja je tada bila na vrhuncu moći. Sin kneza Rikarda Salernskoga, naslijedio je svoga ujaka Tankreda kao regent Antiohije 1112. Spriječio je pokušaj Turaka Seldžuka da zauzmu Siriju pobjedom u bitci kod Sarmina (14. rujna 1115.). Poginuo je u bitci na Krvavom polju. Bitka na Ager Sanguinisu, doslovno bitka na Krvavom polju, ponekad navođena i kao Bitka kod Balata ili Bitka kod Sarmade odigrala se 28. lipnja 1119. između snaga križarske Kneževine Antiohije i muslimanske vojske alepskog atabega Ilghazija na drugoj strani. U njoj je križarska vojska uništena gotovo do posljednjeg čovjeka. Iako je predstavljala najveću pobjedu muslimana nad križarima od početka križarskih ratova i iako se Antiohija od tog poraza nikada nije oporavila, njen neposredni efekti su Ilghazijevim porazom od strane jeruzalemskih križara kod bitci kod Haba nepuna dva mjeseca kasnije.
Bohemund II., sin Bohemunda I. i Konstance Francuske, rođen 1107. dolazi iz Apulije u Antiohiju 1126. godine. Antiohija je bila pod upravom regenta Baldvina II., kralja Jeruzalema od 1119., kada je u bitci na Krvavom polju ubijen raniji knez Roger. Ubrzo nakon dolaska u Antiohiju, Bohemund je oženio Alisu, mlađu Baldvinovu kćer. Nakon što se pridružio Baldvinu u napadu na Damask (1129.), u Ciliciji je ubijen od strane muslimanske vojske, u veljaći 1130. Lokalni emir dao je balzamirati njegovu glavu i poslao je kao dar kalifu.  Naslijedio ga je Raymond od Poitiersa (engleski Raymond of Poitiers, francuski Raimond de Poitiers,  čitaj Remon od Poatjea), mlađi sin Vilima VII., grofa Poitiersa, u zapadnosredišnjoj Francuskoj, rođen 1099. Dinastija Poitiers zamijenila je normansku dinastiju Hauteville.
Raymond je bio knez Antiohije od 1136. do 1149. koji se uspješno odupruo pokušajima bizantskog cara Ivana II. Komnena da uspostavi kontrolu nad njegovom kneževinom. Nakon kratkorajne vladavine Rene od Chatillona (čitaj Rene od Šatijona), koji je oženio Raymondovu udovicu, Konstancu, kćer Bohemunda II., knez je postao Raymondov sin Bohemund III. Raymondovi nasljednici (Bohemund III., Bohemund IV., Bohemund V., Bohemund VI., Bohemund VII.) bili su više od stoljeća knezovi od Antiohije, a od Bohemunda IV. (oko 1173. – 1233.) i grofovi od Tripolija. Izgubivši Antiohiju, koju je 1268. zauzeo egipatski sultan Baibars, Bohemund VI. (1237. – 1275.) povukao se u Tripoli. Tako je pala najbogatija i najstarija križarska država. Njegov sin Bohemund VII. (umro 1287) uzalud je nakon Baibarsove smrti pokušavao ponovno osvojiti Antiohiju. Dvije godine nakon Bohemundove smrti i Tripoli je pao pod vlast egipatskog sultana.

## Unutarnje poveznice
- Vojvodstvo Normandija
- Normanska dinastija
- Normansko osvajanje Engleske
- Kraljevina Sicilija
- dinastija Hauteville
- Kneževina Antiohija
- dinastija Poitiers od Antiohije
- Anglo-Normani
- Kambro-Normani
- Škoto-Normani
- Hiberno-Normani
- Italo-Normani

## Vanjske poveznice
- Vikinzi u Normandiji (engl.)
- Normani u Engleskoj (engl.)
- Normani (BBC, 2010.) (IMDb)